# Astrid Gjertsen
Astrid Gjertsen, nacida  Astrid Spaabæk, (Horsens, 14 de septiembre de 1928-Bærum, 17 de junio de 2020) fue una política dano-noruega.
Representante parlamentaria del condado de Aust-Agder de 1967 a 1989, además fue  vicepresidenta segunda del partido conservador de 1978 a 1982 y ministra de Consumo y de Administración del parlamento noruego durante el gobierno de Kåre Willoch de 1981 a 1986. Resignóel cargo como primera ministra en 1986 y fue suspendida a causa de un fraude con las facturas de los gastos de viaje del taxi, delito por el que fue condenada a cuarenta y cinco días de prisión.

## Biografía
Su madre era ama de casa y su padre granjero, y creció en Jutlandia.
Se graduó en secundaria en 1944 y en Gymnas Horsens en 1946. Desde 1945 trabajó para el Comité Internacional de la Cruz Roja, donde conoció a John Herbert Gjertsen; Herbert había sido prisionero político en un campo de concentración durante la Segunda Guerra Mundial. [cita requerida] Tras contraer matrimonio se trasladaron a vivir a Oslo, y en 1953 se instaló en Borøy. Antes de dedicarse a la política se dedicó a la jardinería  desde el punto de vista ecológico.
Comenzó la carrera política siendo miembro del consejo municipal Tvedestrand (1967-1975), al  tiempo que en 1973 representó al condado de Aust-Agder en el parlamento de Høyre.  Durante el gobierno de Kåre Willoch (1981 a 1986) realizó cambios para la mejora de la eficiencia administrativa. Como ministra de consumo trabajó por implementar horarios más flexibles para los comercios así como también desarrolló un sistema para finalizar con los precios máximos de la vivienda y los pagos no declarados. Asumió varios cargos en el sector hospitalario y en el de la construcción de residencias de mayores.
Participó en cuestiones de igualdad de género (1969-1973), sociales (1972-1986) y de consumo. En la cuestión del aborto, defendió una línea restrictiva, pero mostró un feminismo más pronunciado en el campo de la política familiar.[cita requerida] Fue miembro del Comité Administrativo de Storting (1973-1977), secretaria del Comité de Transporte y Comunicaciones de Storting (1977-1981) y Vicepresidenta de Høyre (1978-1982).
Tras ser acusada y sentenciada a cuarenta y cinco días de prisión por fraude a causa de un engaño en unas facturas de gastos de viaje, en concreto 32.061 NOK, renunció a su cargo de primera ministra en 1986. No se presentó a la reelección de 1989.
Falleció en Bærum el 17 de junio de 2020.

## Cargos ocupados
Fue presidenta de los Comités de:
- Salarios y Administración, Tvedestrand (1967-1975).

- Construcción del Hogar de Ancianos Tvedestrand (1969-1974).
- Junta del Hospital, Aust-Agder (1970-1975).
- de 1971 para evaluar la importancia social de la publicidad desde (1971)
- Junta del Hospital Central del Condado (1971-1975)
- Junta del Hogar de Ancianos Tvedestrand (1974-1977)

Fue miembro de:
- Gobierno nacional de la Asociación de la Cámara de los Lores de Noruega (1968-1974).
- Junta de la Asociación de las Naciones Unidas para la Región Sur (1969-1974).
- Comité del Hospital Central de la Unión Municipal de Noruega (1971-1979).
- Comité del Plan del Hospital Central (1971-1975).
- Comité Económico y de Programas del Comité Regional Agder (1972-1973).
- Consejo del Consumidor (1973-1979).
- Comité de Datos de Productos (1974-1981).
- Consejo de Hospitales del Estado Miembro (1975-1977).
- Consejo Noruego de Protección del Petróleo (1975-1981).
- Junta Estatal de Salud para (1977-1981).
- Junta Estatal de Salud para (1977-1981).
- Comité de 1977 para estudiar y evaluar problemas estructurales y económicos en Oslo y Bergen (1977-1979).
- Consejo de Conservación del Petróleo (1980-1982).
- Consejo de Defensa (1985-1986).

Diputada de:
- Price Council (1972-1981).